# Saulvaux
Saulvaux är en kommun i departementet Meuse i regionen Grand Est (tidigare regionen Lorraine) i nordöstra Frankrike. Kommunen ligger i kantonen Void-Vacon som tillhör arrondissementet Commercy. År 2022 hade Saulvaux 113 invånare.

## Befolkningsutveckling
Antalet invånare i kommunen Saulvaux
| Referens: INSEE |